# Маллікарджуна
Праудхарая — правитель Віджаянагарської імперії з династії Сангама. Відомий як Деварая III.

## Правління
Маллікарджуна був слабким і корумпованим правителем. На початку свого правління зумів захистити імперію від атак бахманійського султана й імператора Орісси, утім пізніше він зазнав багато поразок і втратив значні території. До 1450 року султанат Бахмані захопив більшу частину імперії, підійшовши впритул до її столиці. У той же час до Індії припливли португальці, узявши під свій контроль більшу частину західного узбережжя Віджаянагарської імперії.